# نولیتو
مانوئل آگودو دوران (اسپانیایی: Manuel Agudo Durán‎؛ زادهٔ ۱۵ اکتبر ۱۹۸۶) یک بازیکن فوتبال اهل اسپانیا است.وی همچنین در تیم ملی فوتبال اسپانیا بازی کرده‌است.